# Chiesa di Sant'Osvaldo (Bedollo)
La chiesa di Sant'Osvaldo è la parrocchiale di Bedollo, in provincia ed arcidiocesi di Trento; fa parte della zona pastorale della Valsugana e di Primiero.

## Storia
La prima citazione di una chiesa a Bedollo risale al 1299. Questo edificio fu riedificato nel XVI secolo e consacrato il 17 agosto 1546; divenne curazia dipendente dalla pieve di Pinè il 29 novembre 1680. Nel 1711 la chiesa fu ampliata. L'attuale parrocchiale venne edificata su progetto di Claudio Carneri tra il 1759 ed il 1783; nel frattempo, nel 1772, era stato eretto il campanile. Fu consacrata il 15 settembre 1833. Nel 1900 venne rifatto il portale d'ingresso. Il 5 maggio 1919 la chiesa fu eretta a parrocchiale e, nel 1926, l'interno della stessa fu decorato da Agostino Aldi. Sia la parrocchiale che il campanile furono ristrutturati tra il 1953 ed il 1955. L'edificio, danneggiato dal terremoto del Friuli del 1976, venne restaurato nel 1979.